# Cabassers
Cabassers (IPA: [kaβaˈses]), encara oficialment Cabacés, tot i que aquesta grafia està molt qüestionada i el poble s'ha decantat el 2024 per la grafia normativa de Cabassers, és una vila i municipi de la comarca del Priorat.
Està situat al nord-oest de la comarca, al límit amb la Ribera d'Ebre. Al nord, hi ha el terme de la Bisbal de Montsant, al nord-est, el de Margalef, a llevant, el de la Morera de Montsant, al sud-est el de la Vilella Alta, i al sud els de la Vilella Baixa i la Figuera, tots ells del Priorat. El costat de ponent és el que limita amb la Ribera d'Ebre: la Torre de l'Espanyol al sud-oest i oest, Vinebre a l'oest i la Palma d'Ebre a l'oest i nord-oest.

## Etimologia
Cabacés és actualment el topònim oficial, normalitzat per la imposició del castellà durant el franquisme. Nogensmenys, l'Institut d'Estudis Catalans ha defensat sempre la forma Cabassers, que va ser oficial fins al 1989 —moment en què es decidí l'opció de Cabacés en una consulta efectuada al bar del poble i que després fou aprovada per la Generalitat.
Al segle xiii apareix, per a aquesta població, la denominació aràbiga d'"Abinkabaser". La primera part del mot és clarament àrab, i significa "fill de"; la segona part segurament és l'arabització d'una paraula llatina (la inexistència en àrab antic de cap arrel d'aquestes característiques així ho fa pensar), que ens remetria a l'arrel que en català donaria les paraules "cabassa" i "cabassers", tot i que en forma d'antropònim (nom de persona).
Una cabassa, en català actual i també en català antic, és un cabàs gros que servia per a contenir blat, ordi o altres cereals, o una estora d'espart rodona que es feia servir per a mesurar olives, o altres funcions semblants. Atesa la producció agrícola de la comarca, tant una com l'altra donarien peu al nom de l'ofici de qui teixia amb espart aquests estris. Era habitual en èpoques antigues que els noms d'ofici donessin els apel·latius amb què es coneixien les persones.
Durant la dècada de 2020, Cabassers apareix encara com un dels darrers 10 municipis de Catalunya en què no es respecta la toponímia normativa catalana. La incorrecció sistemàtica, legal i lingüística de Cabacés desencadenà la constitució d'una plataforma veïnal a la comarca del Priorat per tal de fer efectiu el canvi: Cabassers.org. El batlle de la població, Jaume Pujals (ERC), però, preferí posicionar-se neutralment en declaracions a la premsa i advocà per una nova consulta ciutadana.

## Geografia
- Llista de topònims de Cabassers (Orografia: muntanyes, serres, collades, indrets..; hidrografia: rius, fonts...; edificis: cases, masies, esglésies, etc).

Termes municipals limítrofs:
| La Palma d'Ebre (Ribera d'Ebre)        | La Bisbal de Falset           | Margalef              |
| Vinebre (Ribera d'Ebre)                |                               | La Morera de Montsant |
| La Torre de l'Espanyol (Ribera d'Ebre) | La Figuera i La Vilella Baixa | La Vilella Alta       |

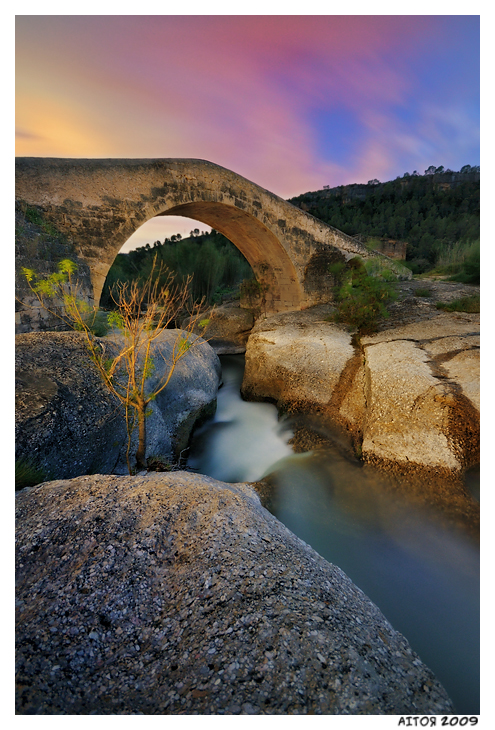
Pont Vell de Cabassers.

El poble és a 357 metres sobre el nivell de la mar. Com altres termes del sector oriental del Priorat, Cabassers es vertebra a l'entorn del riu de Montsant. Tot el que queda al nord-est del riu Montsant constitueix la part més muntanyosa del terme. Es tracta de quatre serralades principals que baixen de la Serra del Montsant i de les tres valls principals que enclouen. Aquesta meitat nord-oriental del terme és dins els límits del Parc Natural del Montsant.
La meitat sud-occidental del terme està constituïda per la plana a l'entorn del riu de Montsant i les serres, de menys alçada, que separen les comarques del Priorat i de la Ribera d'Ebre.
El Riu de Montsant entra en el terme pel nord-oest, procedent de la Bisbal de Falset, i després de rebre per l'esquerra el Torrent del Racó de les Pinedes, s'obre en una vall més ampla, en el lloc conegut com el Molí de l'Estudiant, i entra en una zona on hi ha la majoria dels masos cabasserencs. Després d'un parell de meandres, el riu pren la direcció de llevant per adreçar-se cap a la Vilella Baixa. Rep nombrosos torrents per la dreta i per l'esquerra, entre els quals podem destacar el Torrent del Racó de la Coma, el Barranc del Montsant, que baixa del poble de Cabassers, el Barranc de la Cavaloca, amb el seu afluent del Barranc del Racó del Cacarro, i el del Racó. El Montsant surt del terme pel seu sud-est.
La Vall del Barranc del Montsant és l'altra unitat de territori significativa del terme. Al bell mig hi ha el poble, i és una vall prou marcada, que baixa directament de la Serra del Montsant. El Barranc del Montsant té l'origen, en plena Serra de Montsant, en el Barranc Tancat i al cap de poc rep els torrents del Racó de Boca d'Infern i del Racó del Ponet. El tram a ponent del poble rep el nom de l'Aubereda. Justament a ran del poble se li ajunta el Torrent del Racó de les Valls.
Prop del Barranc Tancat discorre també el Barranc dels Colls Baixos, que s'adreça cap a la Bisbal de Falset, on s'aboca en el riu de Montsant.
L'orografia de Cabassers és complexa. Des del nord-est baixen els contraforts de la Serra del Montsant, amb la Punta del Salomó (582 m.) i la Punta del Bep (896) (al límit amb Margalef), aquesta darrera, la Punta del Llorito (881 m.), la Punta de la Canaleta (703) i el Grau de la Vilella, cinglera al damunt d'aquell poble (646) (al límit amb la Morera de Montsant). El límit amb la Vilella Baixa el forma la cinglera del Grau de la Vilella, que va baixant gradualment a buscar la plana del riu de Montsant. Durant un bon tros el mateix riu fa de límit termenal, amb el terme de la Figuera, fins que s'alça en direcció sud-oest fins a encalçar el Turó de Sant Pau, de 628 m. d'alçària. Prop d'aquest darrer turó, a 528 m. d'altitud, comença el termenal amb la Torre de l'Espanyol, que discorre per un serrat al voltant de la cota 500, davallant progressivament. Quan ja és a prop dels 450, comença el límit amb Vinebre, que discorre per una carena a la mateixa alçada. Quan comença el termenal amb la Palma d'Ebre, ressegueix uns serrats cap al nord-est que van guanyant lleugerament d'alçada.
A l'interior del terme hi ha d'altres contraforts del Montsant, entre les quals destaquen la Punta del Llebreta, de 859 m., el cim de l'Aixaragall, de 627, a llevant del poble, la Serra de Cantacorbs, de 615, més a migdia, i la Serra dels Solans, de 561. A ponent, la Punta del Lloro, de 464 metres d'altitud, la Serra de la Calçada, entre 450 i 515 m., i la Punta de la Cogullada, de 447. Al nord, la Punta de Sant Roc, de 516 m., rere el qual hi ha l'ermita homònima i el Serrall de les Roques, de 618. La llera del Montsant és a l'entorn dels 300 metres.
El poble de Cabassers és l'únic nucli de població agrupada, però hi ha l'ermita de la Foia, l'ermita de Sant Roc, ja esmentada, i alguns masos, la major part abandonats. El terme municipal conté una sèrie de sectors i partides molt marcats, entre els quals destaquen les Forcades, el Molí de l'Estudiant, los Ponts (el Pont del Manescal i el Pont del Sentís), lo Racó del Cuero, Emborrianes, les Vinyes, los Burgans, lo Racó de Mestre Jaume, Boixos, los Comellassos, los Esclots, les Pinedes, les Cavaloques… El cens de masos és important, tot i que la majoria són avui dia deshabitats, i alguns rònecs.

## Història

### Edat contemporània
Pascual Madoz es refereix a Cabassers, Cabacés, en el seu Diccionario geográfico... del 1845. S'hi refereix dient que el poble és en un lloc escabrós amb bona ventilació i clima sa. Segons Madoz, en aquell moment tenia 150 cases, Casa de la Vila, presó i una església parroquial dedicada a la Nativitat de Nostra Senyora, de la qual depenen les esglésies de la Bisbal de Falset, la Figuera, Margalef i la Vilella Baixa. En el terme hi ha, a més, dues ermites: la de Sant Roc i la de la Mare de Déu de la Foia. Té dues escoles, una, de nois, amb uns 30 alumnes, i l'altra, de noies, amb unes 60 (á la que asisten 25 niñas á aprender ademas las labores propias de su sexo). Té tres fonts de bones aigües de les quals se subministren els veïns, a part d'altres set fonts existents en el terme.
Sempre segons Madoz, el terme és escabrós, de qualitat regular; hi ha vinya, oliveres i ametllers. Fertilitza el terme el riu de Montsant, creuat per un pont de pedra. La producció del terme és blat, oli i poques ametlles; la principal collita és la de vi. Hi havia una mica de bestiar, i s'hi cacen conills i perdius. La indústria existent era: tres fassines d'aiguardent, quatre molins de farina i dos d'oli. La població era de 94 veïns (caps de casa) i 373 ànimes (habitants).

## Govern municipal
D'ençà les primeres eleccions democràtiques municipals de 1979, Cabassers ha tingut quatre batlles:
- Joan Masip i Bru (19.4.1979 - 27.5.1995)
- Josep Antoni Robles i Cerezo (17.6.1995 - 2011)
- Ricard Masip Roselló (2011 - 2019)
- Jaume Pujals (2019 - Present)

A continuació es mostren els resultats electorals de les eleccions municipals des del 1979:
Nombre de regidors per partit
| Junts                             | - | -  | -  | -  | -  | - | - | - | - | - | - | 1  |
| ERC                               | - | -  | -  | -  | -  | - | - | - | - | - | 7 | 6  |
| CiU                               | 3 | -  | -  | -  | 3  | 7 | 7 | 7 | 7 | 7 | - | -  |
| UCD                               | 4 | -  | -  | -  | -  | - | - | - | - | - | - | -  |
| Altres                            | - | 7a | 7a | 7a | 4a | - | - | - | - | - | - | 0b |
| Total                             | 7 | 7  | 7  | 7  | 7  | 7 | 7 | 7 | 7 | 7 | 7 | 7  |
| a Agrupació d'Electors Unió; b EB |   |    |    |    |    |   |   |   |   |   |   |    |

## Comunicacions
Dues són les carreteres que solquen el terme de Cabassers: la T-702 (C-242, a Cornudella de Montsant - la Palma d'Ebre), i la T-714 (T-702 a Cabassers - Vinebre). Discorre pel terme el   GR-171  (Santuari de Pinós - Refugi del Caro), en el tram entre Escaladei i la Figuera.

## Demografia
| 1497 f | 1515 f | 1553 f | 1717 | 1787 | 1857  | 1877 | 1887 | 1900 | 1910 |
| ------ | ------ | ------ | ---- | ---- | ----- | ---- | ---- | ---- | ---- |
| 53     | 51     | 14     | 314  | 644  | 1.089 | 975  | 973  | 885  | 780  |

| 1920 | 1930 | 1940 | 1950 | 1960 | 1970 | 1981 | 1990 | 1992 | 1994 |
| ---- | ---- | ---- | ---- | ---- | ---- | ---- | ---- | ---- | ---- |
| 761  | 696  | 611  | 555  | 523  | 411  | 362  | 349  | 351  | 351  |

| 1996 | 1998 | 2000 | 2002 | 2004 | 2006 | 2008 | 2010 | 2012 | 2014 |
| ---- | ---- | ---- | ---- | ---- | ---- | ---- | ---- | ---- | ---- |
| 340  | 337  | 339  | 342  | 339  | 342  | 342  | 347  | 342  | 326  |

| 2016 | 2018 | 2020 | 2022 | 2024 | 2026 | 2028 | 2030 | 2032 | 2034 |
| ---- | ---- | ---- | ---- | ---- | ---- | ---- | ---- | ---- | ---- |
| 326  | 305  | 302  | 304  | 302  | -    | -    | -    | -    | -    |

## Llocs d'interès
- Centre històric de Cabassers
  - La Nativitat de Maria de Cabassers
  - Sant Joan Baptista de Cabassers
- Museu de Cabassers Miquel Montagud[11][12]